# Илюзия на Еренщайн
Илюзията на Еренщайн е оптична илюзия, изследвана от германския психолог Валтер Еренщайн, в която страните на квадрат във фигура с концентрични кръгове изглеждат изкривени.
- Илюзия на Еренщайн
- Илюзия 2
- Илюзия 3; добавянето на кръг (дъно) унищожава илюзията за светъл централен диск.

Понякога името Еренщайн се асоциира с една от фигурите с илюзорни контури (2). Краищата с тъмни сегменти създават илюзията за кръгове. Видимите фигури имат същия цвят като фона, но се виждат като по-светли. Подобен ефект се наблюдава и в Триъгълника на Каниша.